# Воля-Бучковська
Воля-Бучковська (пол. Wola Buczkowska) — село в Польщі, у гміні Бучек Ласького повіту Лодзинського воєводства.
Населення — 388 осіб (2011).
У 1975—1998 роках село належало до Серадзького воєводства.

## Демографія
Демографічна структура станом на 31 березня 2011 року:
|          | Загалом | Допрацездатний вік | Працездатний вік | Постпрацездатний вік |
| -------- | ------- | ------------------ | ---------------- | -------------------- |
| Чоловіки | 191     | 40                 | 133              | 18                   |
| Жінки    | 197     | 38                 | 111              | 48                   |
| Разом    | 388     | 78                 | 244              | 66                   |